# Михайловский (Амурская область)
Михайловский — упразднённый посёлок в Зейском районе Амурской области России. Исключен из учётных данных в 1974 году.

## География
Посёлок располагался на правом берегу реки Большой Могот в месте впадения в неё ручья Аннинский, на расстоянии примерно 14 километров (по прямой) к юго-западу поселка Береговой.

## История
По данным 1926 года на прииске Михайловский имелось 8 хозяйств и проживало 24 человека (23 мужчины и 1 женщин). В национальном составе населения преобладали русские. В административном отношении входил в состав Дамбукинского сельсовета Зейского района Зейского округа Дальневосточного края.
Решением Амурского исполкома от 7 июня 1974 года № 253, посёлок Михайловский исключен из учётных данных как несуществующий.